# Tulostoma pulchellum
Tulostoma pulchellum är en svampart som beskrevs av Sacc. 1890. Tulostoma pulchellum ingår i släktet Tulostoma och familjen Agaricaceae.   Inga underarter finns listade i Catalogue of Life.